# Kieran Modra
Kieran John Modra (Port Lincoln, 27 de marzo de 1972-Kingsford, 13 de noviembre de 2019) fue un nadador paralímpico y ciclista tándem australiano. Ganó cinco medallas de oro y cinco de bronce en ocho Juegos Paralímpicos de 1988 a 2016, junto con dos medallas de plata en los Juegos de la Commonwealth de Glasgow de 2014.

## Vida personal
Modra nació en la ciudad de Port Lincoln, en Australia del Sur, el 27 de marzo de 1972, y nació con problemas de visión debido a la atrofia óptica juvenil.  Su hermana, Tania Modra, piloteó a Sarnya Parker en bicicleta en tándem en los Juegos Paralímpicos de Sídney 2000, donde la pareja ganó dos medallas de oro.

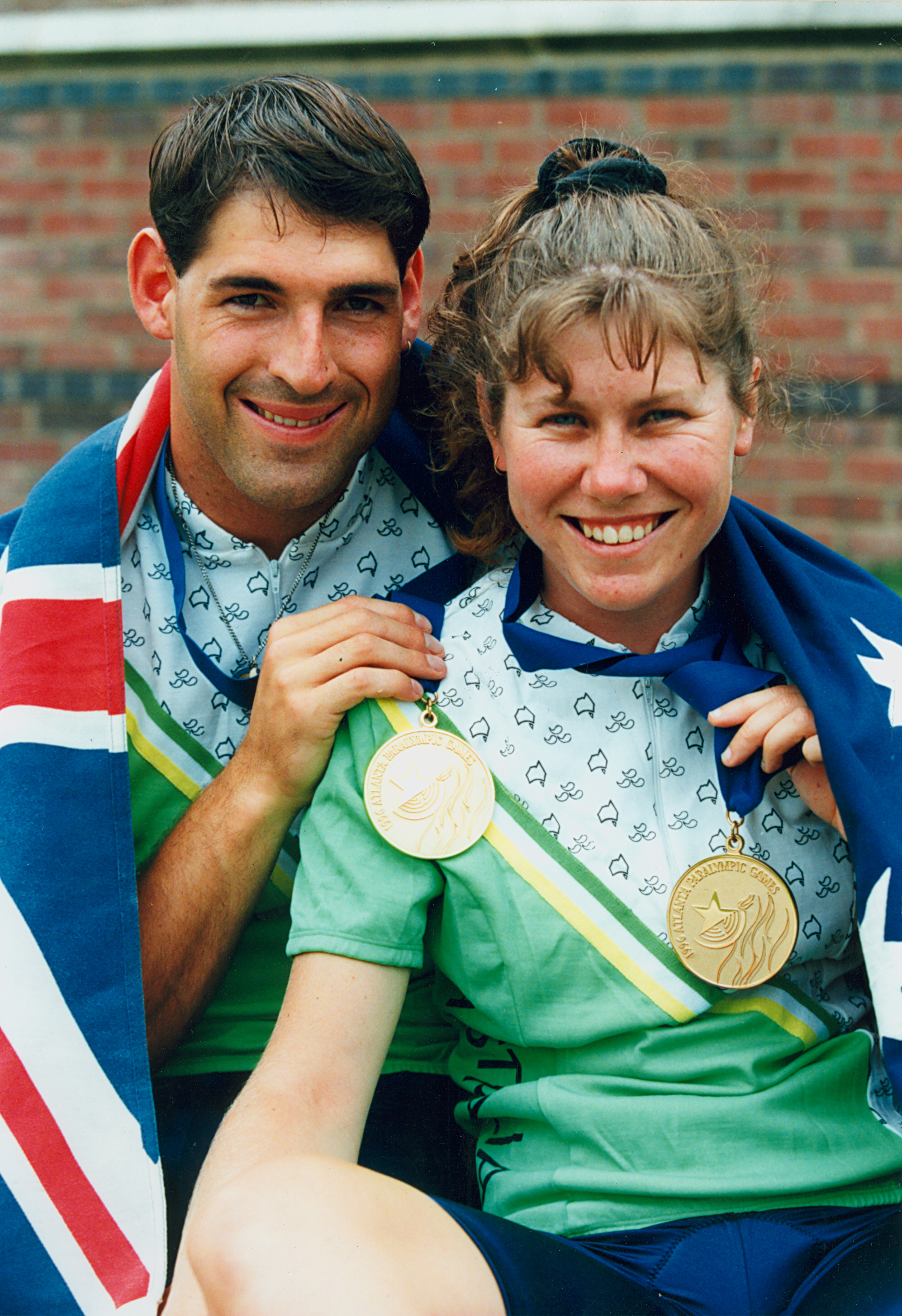
Modra (izquierda) y su piloto y esposa Kerry Golding en 2008 mostrando la medalla de oro que ganaron en el evento de 200 m sprint en los Juegos Paralímpicos de Atlanta 1996.

Modra se casó con Kerry Golding en mayo de 1997, a quien conoció en la fiesta del 21 cumpleaños de un amigo, y tuvieron tres hijas.

### Fallecimiento
Modra murió después de ser atropellado por un coche que viajaba en la misma dirección en la autopista Sturt en Kingsford el 13 de noviembre de 2019. Iba en bicicleta desde Gawler a la casa de su tío y su tía cerca de Tanunda para unirse a un paseo con ellos en el Valle de Clare.

## Carrera deportiva

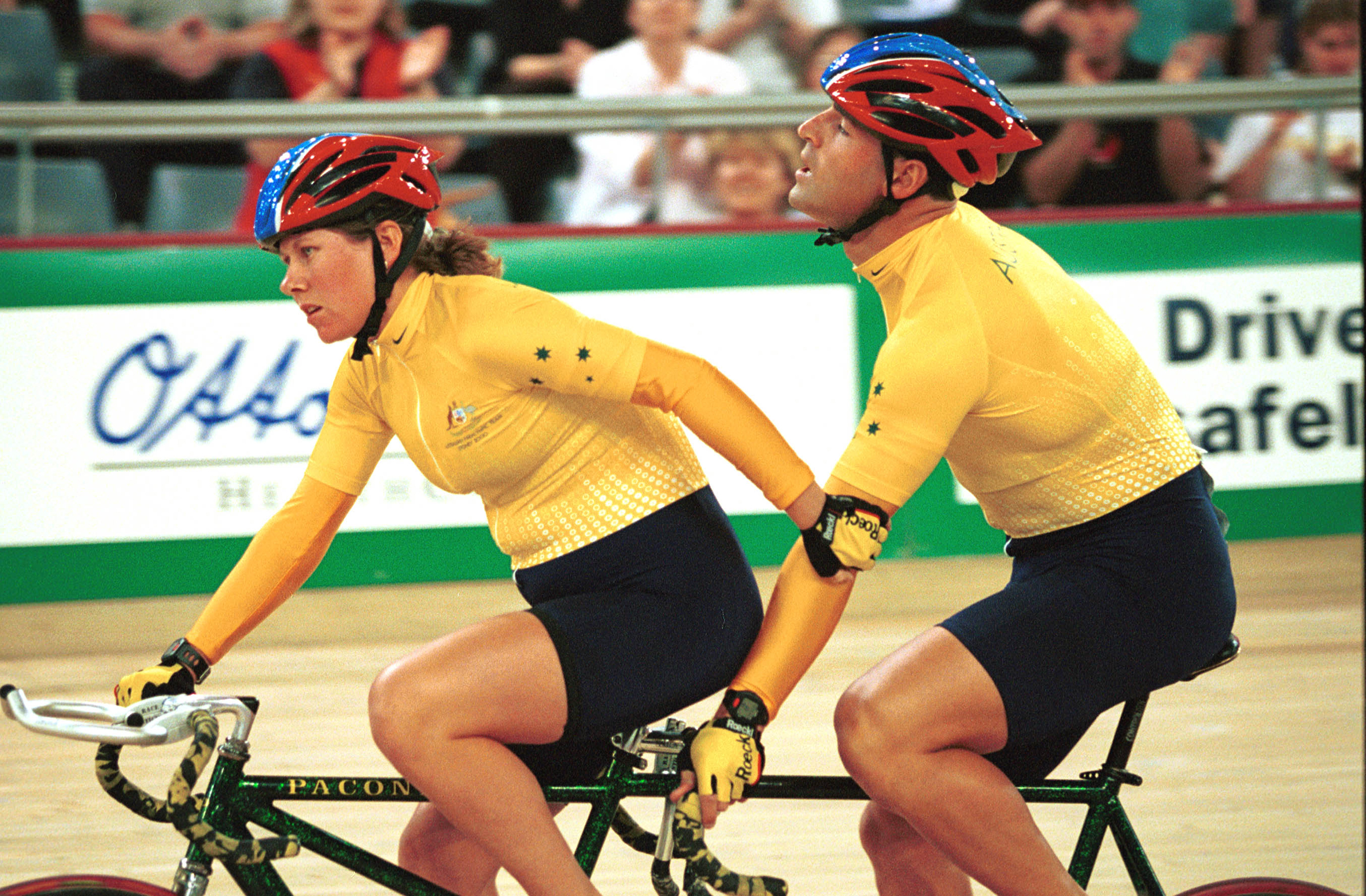
Modra con su piloto de ciclismo y esposa Kerry Modra durante la contrarreloj de 1 km en los Juegos Paralímpicos de Síndey 2000.

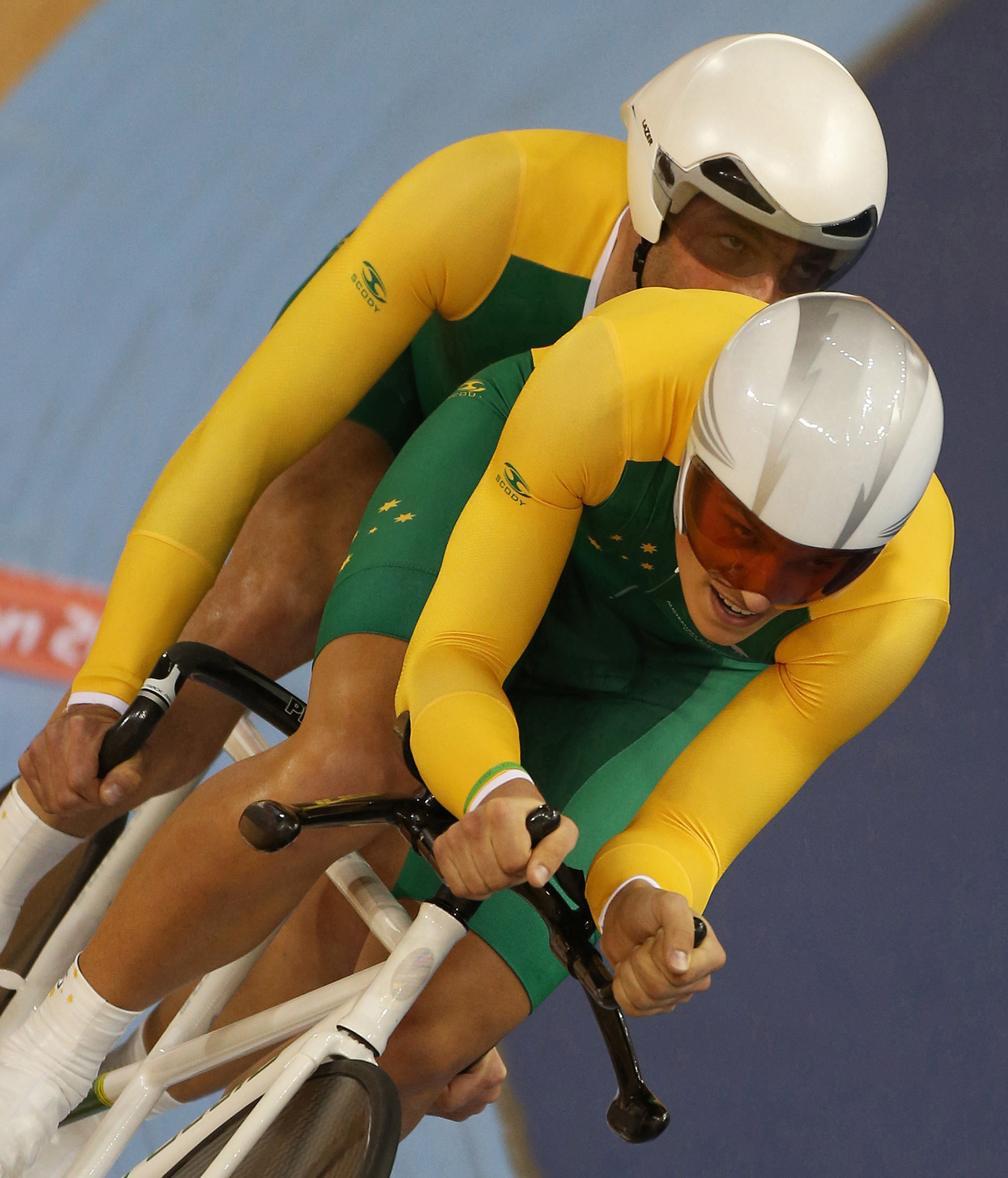
Modra y su piloto Scott McPhee en los Juegos Paralímpicos de Londres 2012

Modra comenzó el salto con pértiga en 1987 y ganó la competencia de salto con pértiga en el Campeonato Australiano de Escuelas de 1989. Compitió en atletismo en los Juegos Paralímpicos de Seúl 1988, donde compitió en los 1500 m B3 para hombres y javelina B3 para hombres. Comenzó a nadar para recuperarse de una lesión en la rodilla y comenzó a competir en el deporte en 1990. En los Juegos Paralímpicos de Barcelona 1992, donde compitió en atletismo y natación, ganó dos medallas de bronce en los eventos masculinos 100 m espalda B3 y 200 m espalda B3 masculinos.
Se pasó a las carreras ciclistas de ruta y pista en 1995, porque era un «modo de transporte". En los Juegos Paralímpicos de Atlanta 1996, donde fue pilotado por su futura esposa Kerry Golding, ganó una medalla de oro en la prueba abierta de 200 m Sprint Tándem mixto. En 1998 y 1999, obtuvo una beca del Instituto Australiano de Atletas Deportivos con una discapacidad. En los Campeonatos Mundiales de Paraciclismo en Pista de 1998 en Colorado Springs con la piloto Kerry, ganó medallas de oro en la prueba mixta tándem Sprint B, en la prueba contrarreloj mixta tándem B y en la prueba mixta de persecución individual B. La piloto de Modra, Kerry, estaba embarazada del primer hijo de la pareja en los juegos y se desmayó debido a la baja presión sanguínea durante una carrera de sprint de cuartos de final; la hermana de Modra, Tania, fue su piloto durante el resto de los juegos.  En los Campeonatos Mundiales de Ciclismo IPC 2002 en Altenstadt, con el piloto Darren Harry, ganó las medallas de oro en la contrarreloj de sprint en tándem masculino y en la contrarreloj de 1 km en tándem masculino.
Antes de los Juegos Paralímpicos de Atenas 2004, Modra fue pilotado por David Short y Robert Crowe en pruebas de velocidad y resistencia, respectivamente. Poco antes de los juegos, fue expulsado del equipo ciclista australiano debido a una exitosa apelación ante el Tribunal de Arbitraje Deportivo por parte de su compañera de tándem Lyn Lepore, con el argumento de que merecía su lugar en el equipo porque cuando cada una de las combinaciones de piloto y corredor de Modra se contaba por separado, tenía un rango superior al de Modra. El día antes de la ceremonia de apertura, el Comité Paralímpico Australiano apeló con éxito al Comité Paralímpico Internacional para que se le diera a Modra un lugar adicional en el equipo.
En los juegos de 2004, ganó dos medallas de oro, en la prueba de persecución individual masculina en tándem B1-3, en la que batió un récord mundial con un tiempo de 4:21.451, y en la prueba de sprint masculino en tándem B1-3, y una medalla de bronce en la prueba de ruta masculina / contrarreloj en tándem B1-3. En la segunda de las tres carreras de la semifinal de sprint individual, Modra y Short se cayeron de la bicicleta después de que su neumático delantero se saliera de la rueda. A pesar de tener la piel arrancada de sus brazos, piernas y hombros en la caída, ganaron la tercera carrera de la semifinal y corrieron en la final 45 minutos más tarde, donde ganaron la medalla de oro.
El récord mundial de persecución individual (B&VI 1-3) fue roto por Modra y Tyson Lawrence en Burdeos el 21 de agosto de 2007, en un tiempo de 4:20.891.
Rompió su propio récord mundial en la ronda preliminar de la persecución individual (B&VI 1-3) con un tiempo de 4:18.961, pilotado por Lawrence, volvieron a romper el récord en la final con un tiempo de 4:18.166.[17]
En los Juegos Paralímpicos de Pekín 2008, Modra representó a Australia con Lawrence en las pruebas de contrarreloj de 1 km (B&VI 1-3) y de persecución individual (B&VI 1-3) En los Juegos Paralímpicos de Pekín 2008, Modra representó a Australia con Lawrence en las pruebas de contrarreloj de 1 km (B&VI 1-3) y de persecución individual (B&VI 1-3), ganando una medalla de bronce y de oro, respectivamente.
En 2011 Modra volvió a la bicicleta con el nuevo piloto Scott McPhee donde ganaron el oro en la persecución de 4 km en tándem B&VI en los Campeonatos Mundiales de Paraciclismo en Pista de Montichiari 2011, estableciendo un nuevo récord mundial de 4:17.780. Obtuvieron el 2.º puesto en la Copa del Mundo de Ruta de Sídney en la carrera de tándem en carretera y el 3.º en la contrarreloj de tándem en carretera en la Copa del Mundo de Segovia 2011. En el camino hacia los campeonatos mundiales de ruta en septiembre Modra sufrió una fractura de clavícula y cadera debido a una caída en el entrenamiento. Su recuperación fue rápida y volvió a la bicicleta un mes después para ganar el campeonato de Oceanía de persecución de 4 km. En diciembre de 2011, chocó con un coche mientras iba en bicicleta al trabajo, rompiéndose dos vértebras en su cuello y una en su columna vertebral; este accidente obstaculizó sus preparativos para los Juegos Paralímpicos de Londres de 2012.  Ganó una medalla de oro en los juegos de la Persecución Individual Masculina B con McPhee.
En los Campeonatos Mundiales de Pista de Paraciclismo de la UCI de 2014 en Aguascalientes, México, se unió al piloto Jason Niblett para ganar las medallas de plata en la prueba de contrarreloj de 1 km para hombres Sprint B y B. Con el piloto Jason Niblett, ganó dos medallas de plata en la prueba de contrarreloj de 1 km en tándem masculino B y en los Juegos de la Mancomunidad de Glasgow de 2014. En los Campeonatos Mundiales de Pista de Paraciclismo UCI de Montichiari de 2016, Modra ganó el oro con el piloto David Edwards en la prueba de persecución de 4 km en tándem masculino.
En los Juegos Paralímpicos de Río de Janeiro 2016, Modra y su piloto David Edwards ganaron la medalla de bronce en la prueba contrarreloj masculina B.  Sus otros resultados fueron sexto en la prueba de persecución individual masculina B y quinto en la prueba de ruta masculina B.